# Parc d'État de Fishers Peak
Fishers Peak State Park est un parc d'État du Colorado situé dans le comté de Las Animas, au Colorado, juste au sud de la ville de Trinidad. Le parc d'État de Trinidad Lake se trouve à proximité. Le parc, d'une surface de 78 km², a ouvert le 30 octobre 2020 et est toujours en cours de développement. 

## Histoire
Le terrain du parc, anciennement le Crazy French Ranch privé, a été acheté en 2019. Les fonds pour acheter le ranch sont venus conjointement de Great Outdoors Colorado (loterie du Colorado), de The Nature Conservancy et de The Trust for Public Land .

## Géographie
Le parc tire son nom de Fishers Peak, une montagne proéminente de 2936 mètres au sommet plat, et point le plus élevé de Raton Mesa. La mesa a été désignée monument national naturel en 1967 . Le parc se trouve dans le bassin de Raton.
Le parc comprend des prairies, des contreforts et des montagnes. L'un des principaux objectifs de l'établissement du parc est de conserver la faune de la région, qui comprend les élans, les cerfs mulets, les ours noirs, les pumas des montagnes et les lynx roux .

## Zones de conservation contiguës
À l'est du parc de Fishers Peak se trouvent deux zones de faune de l'État du Colorado : le lac Dorothey (2085 hectares) et James M. John (3375 hectares). Le lac Dorothey jouxte également le parc d'État de Sugarite Canyon (1500 hectares), au Nouveau-Mexique. La superficie totale contiguë en propriété publique est donc d'environ 14 600 hectares ,